# Albert e Allen Hughes
Albert e Allen Hughes (Detroit, 1º aprile 1972), generalmente noti come i fratelli Hughes, o Hughes Brothers, sono due fratelli gemelli registi, sceneggiatori e produttori cinematografici statunitensi.

## Biografia
Albert e Allen Hughes sono due fratelli gemelli nati a Detroit da padre afroamericano e madre armena, nata però in Iran. Albert è più vecchio rispetto al fratello di soli nove minuti. I genitori divorziarono quando avevano due anni e all'età di nove anni si trasferirono con la madre a Pomona, vicino a Los Angeles. La madre, Aida, crebbe i figli da sola supportando la loro nascente passione per il cinema e comprandogli, all'età di dodici anni, una videocamera, con cui i due fratelli iniziarono a realizzare una serie di cortometraggi.

### Carriera
Dopo aver abbandonato la high school iniziano a lavorare nel campo dei videoclip musicali, dirigendo artisti come Tone Lōc e Tupac Shakur. Nel 1993, a soli vent'anni, dirigono il loro primo lungometraggio, Nella giungla di cemento, ritratto di giovani afroamericani in cerca di riscatto sociale per scampare dal loro mondo fatto di violenza e criminalità. Il film è stato presentato al Festival di Cannes 1993 e ha ottenuto un buon successo al botteghino vincendo un MTV Movie Awards come miglior film, mentre i due fratelli hanno ottenuto una candidatura agli Independent Spirit Award come miglior film d'esordio.
Il loro secondo film è Dollari sporchi del 1995, come nel precedente film la pellicola racconta il disagio giovanile di un gruppo di ragazzi afroamericani, questa volta alle prese con gli orrori della guerra in Vietnam. Nel 1999 dirigono e producono il documentario American Pimp che racconta la figura del magnaccia americano, toccando il tema dello sfruttamento delle donne.

Allontanandosi dalle tematiche dei loro precedenti lavori, nel 2001 dirigono La vera storia di Jack lo squartatore - From Hell, adattamento cinematografico del graphic novel From Hell di Alan Moore ed Eddie Campbell, dedicato al misterioso serial killer Jack lo Squartatore. Il film è interpretato da Johnny Depp e Heather Graham.
Dopo il successo de La vera storia di Jack lo squartatore - From Hell, i due fratelli lavorano per la televisione, sono produttori esecutivi della serie televisiva Touching Evil, di cui Allen ha diretto alcuni episodi. Dopo quasi nove anni di lontananza dal grande schermo, dirigono per la Warner Bros. il post-apocalittico Codice Genesi, con Denzel Washington e Gary Oldman.

### Vita privata
I fratelli Hughes sono noti anche per i loro alterchi sui set. Nel 1994 portarono in tribunale il rapper Tupac Shakur, dopo che questi aggredì Allen sul set di un video musicale. Shakur era stato scelto dai fratelli Hughes come protagonista di Nella giungla di cemento, ma dopo l'accaduto il rapper fu sostituito da Larenz Tate. Per la sua aggressione Shakur fu condannato a quindici giorni di carcere.
I fratelli non hanno mai fatto segreto del loro consumo di marijuana, rifiutandosi più volte di partecipare a campagne pubblicitarie anti-marijuana. Allen ha un figlio, mentre Albert ha una figlia.

## Filmografia
Albert e Allen Hughes
- Nella giungla di cemento (Menace II Society) (1992)
- Dollari sporchi (Dead Presidents) (1995)
- American Pimp (1999) – Documentario
- La vera storia di Jack lo squartatore - From Hell (From Hell) (2001)
- Codice Genesi (The Book of Eli) (2010)

Allen Hughes
- Scacco matto nel Bronx (Knights of the South Bronx) (2005)
- New York, I Love You (2008) - film collettivo
- Broken City (2013)

Albert Hughes
- Alpha - Un'amicizia forte come la vita (Alpha) (2018)
- The Good Lord Bird - La storia di John Brown (The Good Lord Bird) - miniserie TV, 7 puntate (2020)
- The Continental: Dal mondo di John Wick (The Continental: From the World of John Wick) - miniserie TV, 2 puntate (2023)